# Éric Boullier
Éric René Boullier (n. 9 noiembrie 1973, Laval, Pays de la Loire, Franța) este un inginer și manager francez de curse auto. El a fost directorul de curse al echipei McLaren din 2014 până în 2018. În sezoanele 2010-2013, el a fost directorul echipei Lotus F1 și a fost vicepreședinte al Formula One Teams Association (FOTA) până când a fost desființată. Boullier este un absolvent al Institut polytechnique des sciences avancées.